# OK Sztip UGD
Odbojkarski klub Sztip UGD (mac. Одбојкарски клуб Штип УГД), w skrócie OK Sztip UGD – północnomacedoński klub siatkarski działający pod egidą miasta Sztip oraz Uniwersytetu Gocego Dełczewa.
W sezonie 2016/2017 zespół, wówczas występujący pod nazwą UGD Student, zastąpił w I lidze klub Mawis. Obecną nazwę przyjął w 2020 roku. W swojej historii Sztip UGD dwukrotnie został wicemistrzem Macedonii Północnej i dwa razy zdobył krajowy puchar. W sezonie 2025/2026 zadebiutował w europejskich rozgrywkach, biorąc udział w Pucharze Challenge.
Sztip UGD rozgrywa mecze domowe w hali sportowej „Jordan Mijałkow” w Sztipie.

## Historia
Piłka siatkowa w Sztipie ma długą tradycję. W latach 70. i 80. XX wieku miasto reprezentował klub Mładost (mac. Младост), który występował m.in. w I lidze B oraz II lidze Jugosławii. Po odzyskaniu niepodległości przez Macedonię, klub kontynuował swoją działalność, biorąc udział w macedońskiej I lidze. Od sezonu 1994/1995 grał pod nazwą Mładost Melita (mac. Младост Мелита). W 1996 roku dotarł do finału krajowego pucharu, w którym przegrał z zespołem Jugohrom. W sezonie 1997/1998 wziął udział w Pucharze CEV.
W sezonach 2010/2011–2015/2016 w I lidze występował klub Mawis (mac. Мавис). W sezonie 2016/2017 jego miejsce zajęła drużyna Uniwersytetu Gocego Dełczewa – UGD Student (mac. УГД Студент). Ze względu na profesjonalizację i rosnące koszty, których zgodnie z prawem uniwersytet nie mógł finansować, przed sezonem 2020/2021 nazwę klubu zmieniono na Sztip UGD. Umieszczenie w nazwie miasta Sztip przyniosło określone korzyści, m.in. możliwość bezpłatnego korzystania z hali sportowej „Jordan Mijałkow” oraz z bezpłatnego transportu.
W sezonach 2016/2017–2022/2023 drużyna ze Sztipu zajmowała w I lidze miejsca 7–8. Przełomowy w historii klubu okazał się sezon 2023/2024, w którym Sztip UGD został wicemistrzem Macedonii Północnej i zdobył krajowy puchar. W kolejnym sezonie ponownie sięgnął po tytuł wicemistrza kraju oraz po krajowy puchar.
W sezonie 2025/2026 Sztip UGD zadebiutował w europejskich pucharach, biorąc udział w Pucharze Challenge.

## Osiągnięcia
- Mistrzostwa Macedonii Północnej:
  -  2. miejsce (2x): 2024, 2025
- Puchar Macedonii Północnej:
  -  1. miejsce (2x): 2024, 2025

## Bilans sezonów
| Sezon                             | Rozgrywki ligowe | Rozgrywki ligowe | Puchar      | *             |
| Sezon                             | Poziom           | Miejsce          | Puchar      | *             |
| --------------------------------- | ---------------- | ---------------- | ----------- | ------------- |
| 2016/2017                         | I liga           | 7/8              | półfinał    | [ 11 ] [ 12 ] |
| 2017/2018                         | I liga           | ?/9              | półfinał    | [ 13 ]        |
| 2018/2019                         | I liga           | 8/10             | ćwierćfinał | [ 14 ] [ 15 ] |
| 2019/2020                         | I liga           | –/9              | ćwierćfinał | [ 16 ] [ 17 ] |
| 2020/2021                         | I liga           | 7/10             | ćwierćfinał | [ 18 ] [ 19 ] |
| 2021/2022                         | I liga           | 7/11             | ćwierćfinał | [ 20 ] [ 21 ] |
| 2022/2023                         | I liga           | 8/11             | ćwierćfinał | [ 22 ] [ 23 ] |
| 2023/2024                         | I liga           | 2/12             | 1. miejsce  | [ 24 ] [ 8 ]  |
| 2024/2025                         | I liga           | 2/13             | 1. miejsce  | [ 25 ] [ 26 ] |
| Poziom rozgrywek: pierwszy poziom |                  |                  |             |               |